# Plateau mexicain

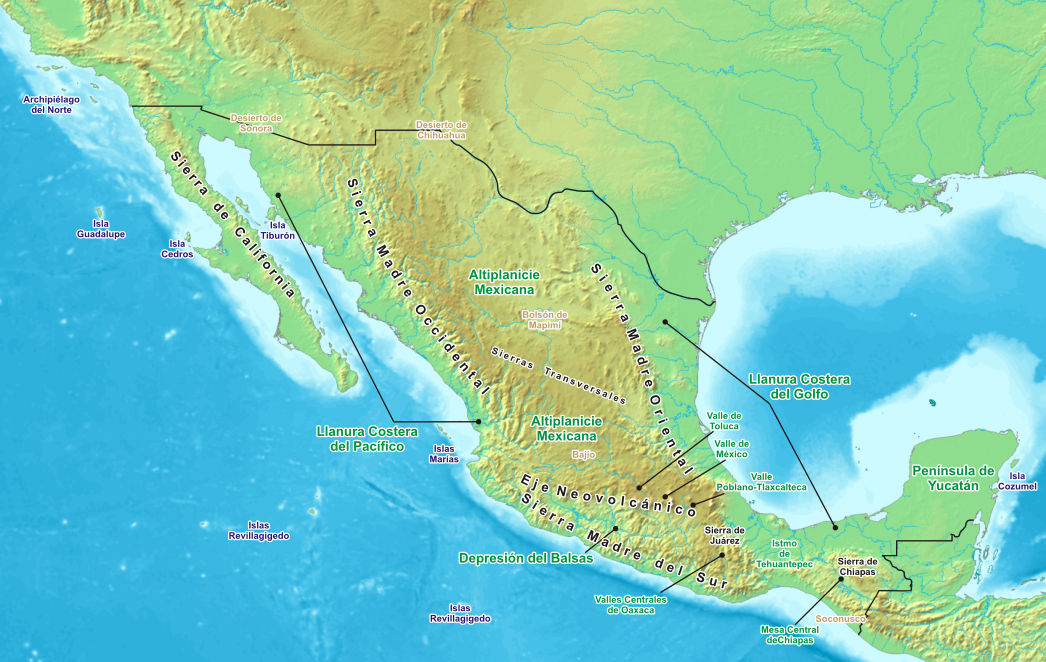
Carte du Mexique montrant le plateau mexicain.

Le plateau mexicain est un plateau couvrant la plupart du nord et du centre du Mexique, pour une superficie d'environ 601 882 km2.